# Eine bretonische Liebe
Eine bretonische Liebe (Originaltitel: Ôtez-moi d’un doute) ist eine französisch-belgische Filmkomödie von Carine Tardieu aus dem Jahr 2017 mit François Damiens und Cécile de France in den Hauptrollen.

## Handlung
Der verwitwete, in der Bretagne lebende Sprengmittelräumer Erwan Gourmelon verdient seinen Lebensunterhalt mit dem Aufspüren und Entschärfen von Bomben, Handgranaten und Panzerabwehrminen aus dem Zweiten Weltkrieg. Als seine Tochter Juliette schwanger ist, lässt er wegen einer in seiner Familie vorkommenden Erbkrankheit eine Genanalyse vornehmen. Dabei stellt sich heraus, dass Erwans Vater Bastien nicht sein biologischer Vater ist. Statt jedoch nach seinem richtigen Vater zu suchen, interessiert es Erwan vielmehr, von wem sich Juliette hat schwängern lassen. Juliette habe bei einem Kostümfest einen One-Night-Stand gehabt, sei dabei betrunken gewesen und wisse daher nicht, wer der Vater ihres Kindes sei. Um den Erzeuger seines Enkelkindes ausfindig zu machen, wendet sich Erwan an eine Privatdetektivin. Als diese stattdessen seinen Vater unweit seines Wohnorts aufspürt, entschließt sich Erwan, sich den Mann namens Joseph Levkine aus der Nähe anzusehen. Er fährt zu dessen Haus, lädt ihn vor einem Supermarkt auf einen Kaffee ein und versucht dabei herauszufinden, ob Joseph seine Mutter kannte. Der alte Mann zeigt sich verärgert, als ihm klar wird, dass Erwan glaubt, er sei sein Vater.
Auf der abendlichen Heimfahrt trifft Erwan auf eine Frau, die ein Wildschwein angefahren hat und das verletzte Tier mit einer Spritze tötet. Bei der Frau handelt es sich um Josephs Tochter Anna. Sie ist Ärztin und kümmert sich um ihren kränklichen Vater. Joseph, der zu der Überzeugung gelangt ist, dass er im betrunkenen Zustand seine Frau mit Erwans Mutter betrogen haben könnte und sehr wahrscheinlich Erwans Vater ist, sucht Erwan in dessen Firma auf. Bei einem gemeinsamen Ausflug lernen sie sich näher kennen. In Josephs Wohnort trifft Erwan erneut auf Anna und lädt sie trotz ihres abweisenden Verhaltens auf ein Abendessen ein. Als sie kurz darauf Erwan im Haus ihres Vaters vorfindet, zeigt sich Anna irritiert. Erwan steigt daher auf Josephs Notlüge ein, im Auftrag des Rentnerverbands allein lebende Senioren zu besuchen. Bei ihrem Abendessen fragt er Anna gezielt nach dem gemeinsamen Vater aus, was Anna erneut verstimmt. Erst als er ihr am Strand seinen eigentlichen Beruf und im Sand die Funktionsweise von Minen erklärt, zeigt sich Anna von Erwan zunehmend angetan. Ihre Annäherungsversuche weist Erwan, der in ihr nur noch die Halbschwester sieht, jedoch entschieden zurück.
Anhand einer Zorro-Maske schlussfolgert Erwan, dass sein einfältiger Praktikant Didier der Vater von Juliettes Kind sein muss. Diese hatte dem arbeitslosen Didier erst vor Kurzem das Praktikum in der Firma ihres Vaters verschafft. Erwan bietet Didier an, ihn als Angestellten unter Vertrag zu nehmen. Didier fühlt sich jedoch überfordert. Er will mit einem Kind nichts zu tun haben und läuft davon. Bastien Gourmelon, den Erwan sein Leben lang für seinen Vater gehalten hat, sucht derweil Anna in deren Arztpraxis auf. Um weiter mit seinem Boot fahren zu dürfen, will sich Bastien von Anna seine Gesundheit und Fahrtauglichkeit bescheinigen lassen. Zudem will er sie mit Erwan verkuppeln und lädt sie daher als Überraschungsgast auf einen Ausflug zu dritt ein. Gemeinsam fahren sie zu einer Insel, wo Anna Erwan wegen seiner Reserviertheit ihr gegenüber zur Rede stellt. Erwan, der sich in Wahrheit sehr zu Anna hingezogen fühlt, küsst sie stürmisch, gesteht ihr dann jedoch, denselben Vater zu haben, was ihr später auch Joseph bestätigt.
Nachdem Didier Juliette signalisiert hat, doch für das gemeinsame Kind die Verantwortung übernehmen zu wollen, kommt es zwischen Juliette und Erwan zum Streit. Juliette habe die ganze Zeit gewusst, von wem sie schwanger sei, wolle sich jedoch den Vater ihres Kindes lieber selbst aussuchen. Weil sie glaubt, ihr Vater, bei dem sie wohnt, wolle sie loswerden, geht sie zu Bastien, der schließlich durchblicken lässt, dass er immer gewusst habe, nicht Erwans biologischer Vater zu sein. Als sich Didier in seinem Zorro-Kostüm von einer Hebebühne in den Tod stürzen will, sollte Juliette ihn nicht als Vater ihres Kindes wollen, erfährt Bastien, dass Erwan bereits nach seinem richtigen Vater gesucht hat. Am Abend platzt Juliettes Fruchtblase und sie fährt allein mit einem Taxi ins Krankenhaus. Erwan ist derweil mit Joseph auf einem Jahrmarkt. Dort erleidet Joseph einen Schwächeanfall. Er wird ins Krankenhaus eingeliefert, wo er zu zweifeln beginnt, Erwans Vater zu sein. Er könne sich einfach nicht an dessen Mutter erinnern. Als Bastien tags darauf Juliette im Krankenhaus besuchen will, sieht er Erwan mit Joseph, und unterrichtet Erwan über die Geburt seines Enkelkindes. Gemeinsam besuchen sie Juliette und das Baby. Didier, den Juliette noch in der Nacht zu sich ins Krankenhaus gerufen hat, ist ebenfalls anwesend und erkennt das Mädchen schon bald offiziell als seine Tochter an.
Zurück in seinem Haus fordert Joseph, der Anna allein großgezogen hat, weil sich deren Mutter lieber um das Leid in Palästina kümmern wollte, seine Tochter dazu auf, sich weniger auf ihn und stattdessen mehr auf ihr eigenes Leben zu konzentrieren. Gemeinsam mit Erwan lässt sich Anna einem Gentest unterziehen, um herauszufinden, ob sie tatsächlich verwandt sind. Als sie den Umschlag mit dem Ergebnis erhalten, läuft Anna damit davon. Erwan folgt ihr zu einem Hotel, wo Anna vorsorglich ein Zimmer für sich und Erwan reserviert hat, sollten sie nicht Bruder und Schwester sein. Das Testergebnis stellt sich als negativ heraus. Während sich Anna darüber freut, wirkt Erwan konsterniert. Enttäuscht läuft Anna davon. Erwan geht ihr nach und trägt sie auf einer Schulter in einen Hauseingang, wo sie sich küssen. Einer gemeinsamen Zukunft steht nun nichts mehr im Weg. Auch mit Joseph, der nun doch nicht sein Vater ist, will sich Erwan weiterhin treffen.

## Hintergrund

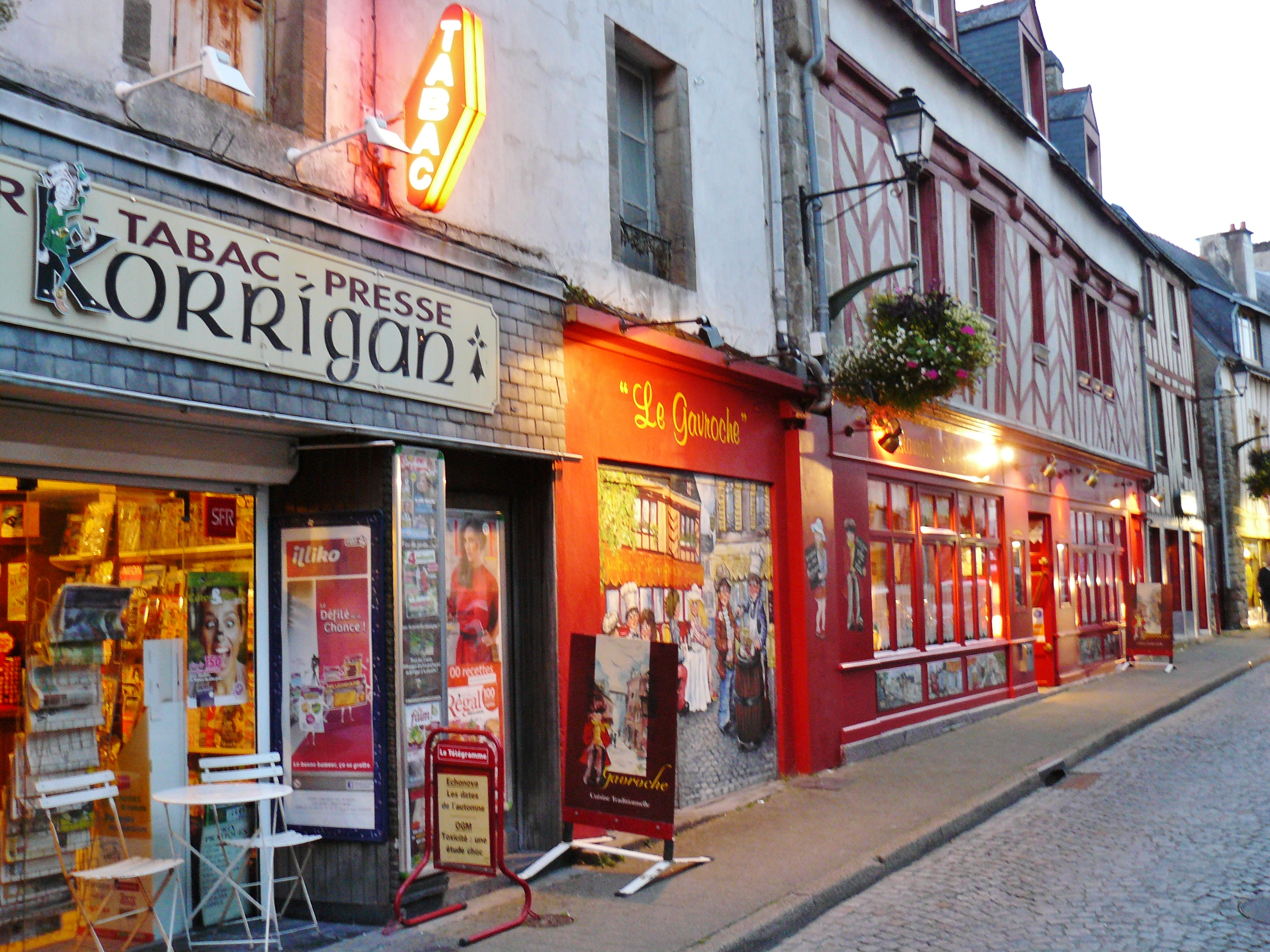
Die Rue de la Fontaine in Vannes, ein Drehort des Films

Die Dreharbeiten von Carine Tardieus drittem Spielfilm fanden vom 30. März bis 19. Mai 2016 im Département Morbihan in der Bretagne statt. Gedreht wurde vor allem in Vannes und Étel. Weitere Drehorte waren die Gemeinden Plougoumelen, Larmor-Baden, Elven, Saint-Nolff, Plouhinec und Ploeren sowie die Île de la Jument, eine kleine Insel im Golf von Morbihan. Das Budget des Films lag bei 5,2 Millionen Euro. Für das Szenenbild sorgte Jean-Marc Tran Tan Ba. Als Kostümbildnerin trat Isabelle Pannetier in Erscheinung.

## Rezeption

### Veröffentlichung
Eine bretonische Liebe wurde am 20. Mai 2017 innerhalb der Reihe „Quinzaine des Réalisateurs“ bei den 70. Internationalen Filmfestspielen von Cannes gezeigt und kam am 6. September 2017 in die französischen und belgischen Kinos. In Frankreich sahen rund 679.000 Zuschauer den Film. In Deutschland und Österreich lief er am 21. bzw. 22. Dezember 2017 an, in der deutschsprachigen Schweiz wurde er am 11. Januar 2018 veröffentlicht. Im Mai 2018 erschien er auf DVD. Am 2. Juni 2020 wurde er von ServusTV erstmals im deutschen Free-TV ausgestrahlt.

### Kritiken
Laut Le Monde habe der Film in Cannes seiner Sektion „eine willkommene Note der Leichtigkeit“ verliehen. Er sei nicht sehr tiefgründig, gehe dafür aber mit Fantasie der Frage nach den Ursprüngen eines Menschen nach. Die Darsteller, allen voran François Damiens, seien „perfekt“. Le Figaro fand, dass Hauptdarsteller François Damiens zwar nicht „den Charme eines Hugh Grant“ besitze, der Film als romantische Komödie aber dennoch glaubhaft sei.
„Selten hat jemand mit so viel Witz und Ernsthaftigkeit zugleich von den Tragödien der menschlichen Existenz erzählt“, lobte epd Film die Regisseurin Carine Tardieu, die ihren Film „[m]it charmanter Leichtigkeit“ inszeniert habe. Auch die Besetzung der „klugen, kunstvollen Komödie“ sei gelungen. Dass vor allem die Chemie der beiden Hauptdarsteller – „Damiens als gutmütiger, etwas unbeholfener Erwan“ und „de France als selbstbewusste, kratzbürstige und doch verletzliche Anna“ – trotz ihrer Missverständnisse stimme, „trägt zum Charme des Films bei“.
Für den Filmdienst war Eine bretonische Liebe dagegen eine „[w]eitgehend oberflächliche Boulevardkomödie, die allenfalls dank ihrer charismatischen Darsteller punktet“. Cinema sah in dem Film wiederum „[e]in poetisches Charakterdrama über Söhne, Väter und die Ungewissheit der Liebe“, das zum Ende hin leicht schwächelt, was aber „der sentimentale Charme typisch französischer Komödien“ insgesamt wieder wettmache. Der Film sei „[s]anft, gefällig und auch ein wenig wehmütig“ und biete zudem „[s]chöne sommerliche Landschaftsimpressionen“.
Variety sprach von einer „intelligenten Ensemble-Komödie“, die „clever geschrieben und ansprechend besetzt“ sei. François Damiens treffe genau den richtigen Ton als „gestresster Durchschnittsmann“. Cécile de France sei anfänglich „etwas zu schroff“ in ihrem Spiel, doch gewinne ihre Darbietung im Verlauf des Films „in gleichem Maße an Charme wie ihre Chemie mit ihrem Leinwandpartner“. Guy Marchand und André Wilms seien „hervorragend als zwei sehr unterschiedliche, aber gleichermaßen sympathische Vaterfiguren“. Die Produktion sei „auf allen Ebenen angenehm umgesetzt“, von der „schönen visuellen Verpackung“ hin zu der bisweilen „amüsanten“ Musikauswahl. Dass immer wieder das Duett „Pa-pa-pa“ aus Mozarts Zauberflöte zu hören sei, erschließe sich beispielsweise erst im weiteren Verlauf der Handlung.

### Auszeichnungen
Bei dem im niederländischen Vlissingen stattfindenden Filmfestival Film by the Sea wurde Eine bretonische Liebe 2017 mit dem Publikumspreis ausgezeichnet. François Damiens und Cécile de France waren 2018 für den belgischen Filmpreis Magritte in den Kategorien Bester Hauptdarsteller bzw. Beste Hauptdarstellerin nominiert, unterlagen jedoch der Konkurrenz. Damiens erhielt zudem eine Nominierung für den Globe de Cristal.

## Deutsche Fassung
Die deutsche Synchronfassung entstand bei der Christa Kistner Synchronproduktion in Berlin. Das Dialogbuch schrieb Claudia Sander, die Dialogregie führte Elke Weber-Moore.
| Rolle                            | Darsteller            | Synchronsprecher      |
| -------------------------------- | --------------------- | --------------------- |
| Erwan Gourmelon                  | François Damiens      | Wolfgang Wagner       |
| Anna Levkine                     | Cécile de France      | Tanja Geke            |
| Bastien Gourmelon                | Guy Marchand          | Peter Groeger         |
| Joseph Levkine                   | André Wilms           | Friedrich G. Beckhaus |
| Juliette Gourmelon               | Alice de Lencquesaing | Lisa May-Mitsching    |
| Didier                           | Estéban               | Julien Haggège        |
| Madjid                           | Lyès Salem            | Marios Gavrilis       |
| Genetiker                        | Sam Karmann           | Stefan Staudinger     |
| Privatdetektivin Cécile Seligman | Brigitte Roüan        | Katarina Tomaschewsky |
| Annas Patientin                  | Anna Gaylor           | Margot Rothweiler     |